# 碘酸锆
碘酸锆是一种无机化合物，化学式为Zr(IO3)4，它可由碘酸钠和硫酸锆四水合物在水溶液中反应，得到的沉淀干燥后在浓硝酸中回流制得。水合氧化锆和五氧化二碘（1.4~3.3%浓度）在水中反应，可以得到碘酸锆三水合物。它的碱式盐Zr(OH)n(IO3)4−n是已知的。